# Rosamunde (Schweitzer)

Schweitzer - Rosamund - titlepage of the libretto, Mannheim 1778

Rosamunde é um singspiel de Anton Schweitzer para um libreto em alemão de Christoph Martin Wieland, estreado em 20 de janeiro de 1780, no Nationaltheater Mannheim. O singspiel foi revivido no 60º Festival Schwetzingen em 2012 em uma produção de Jens Daniel Herzog.